# Blood Falls

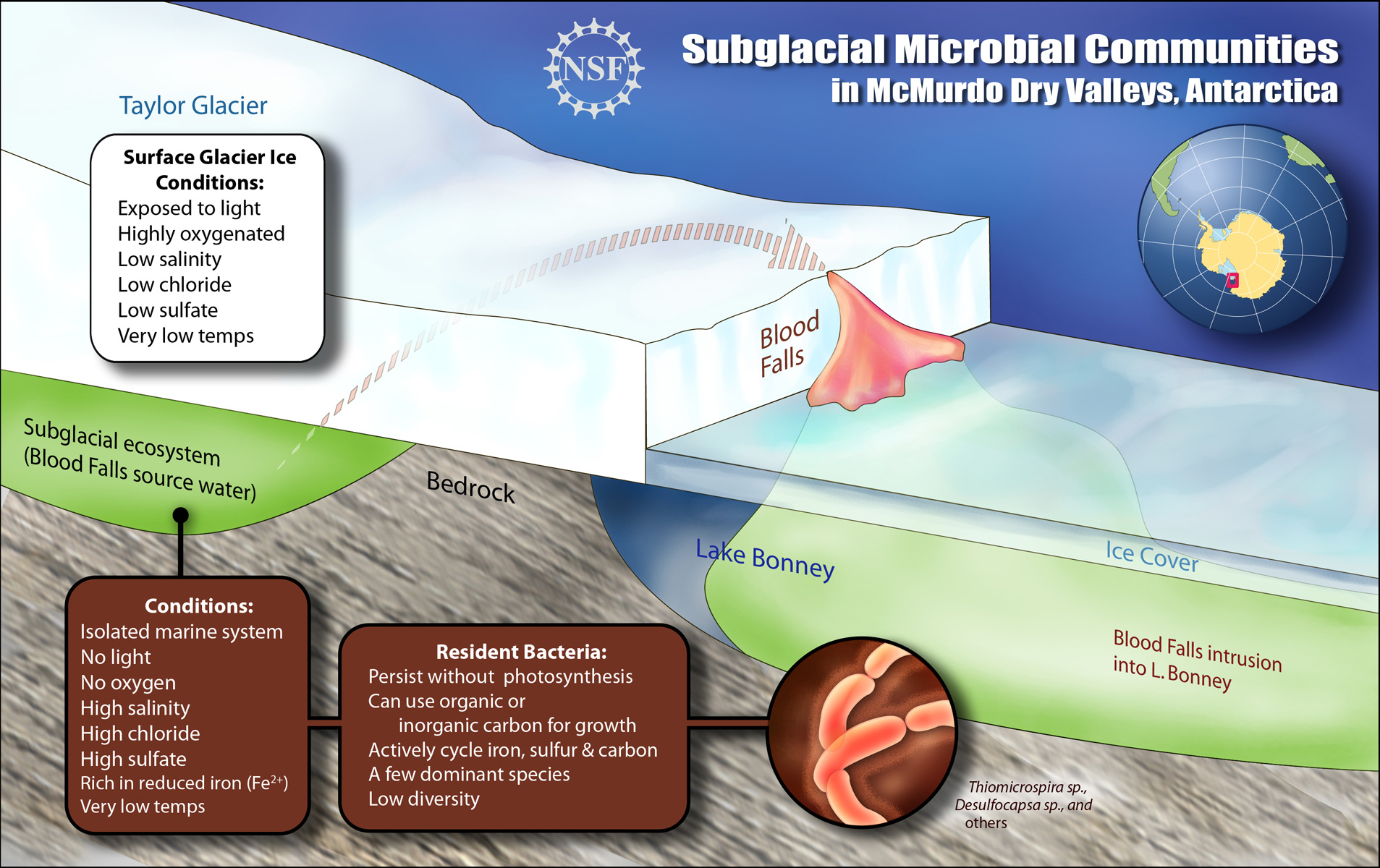
Blood Falls – ilustracja schematyczna procesów chemicznych, fizycznych i biologicznych, które odgrywają rolę przy wypływie wody spod lodowca; Zina Deretsky, National Science Foundation

Blood Falls  – obszar nieregularnego wypływu słonej wody o charakterystycznym pomarańczowoczerwonym zabarwieniu spowodowanym dużą zawartością tlenków żelaza z jęzora Lodowca Taylora w Taylor Valley, jednej z dolin McMurdo Dry Valleys, na Ziemi Wiktorii na Antarktydzie Wschodniej. 

## Nazwa
Nazwa opisowa Blood Falls (dosł. „Krwawy Wodospad”) została zatwierdzona przez Advisory Committee on Antarctic Names (tłum. „Komitet doradczy ds. nazewnictwa Antarktyki”) przy United States Board on Geographic Names (tłum. „Radzie ds. Nazw Geograficznych Stanów Zjednoczonych”) na potrzeby badań i publikacji naukowych . Wypływ z 1962 roku został opisany w artykule z 1965 roku Saline Discharge from Taylor Glacier autorstwa Roberta F. Blacka, M. L. Jacksona i Thomasa E. Berga }. Nie wiadomo jest jednak kiedy nazwa Blood Falls weszła do użycia w literaturze naukowej; stosowana jest od ok. 1993–1994 .  

## Geografia
Obszar wypływu słonej wody z jęzora Lodowca Taylora na zachodnim krańcu Lake Bonney  w Taylor Valley, jednej z dolin McMurdo Dry Valleys, na Ziemi Wiktorii na Antarktydzie Wschodniej. Do wypływów dochodzi nieregularnie, a ich mechanizm nie został do końca poznany. 
Wypływ powstaje kiedy podlodowcowa woda wydostaje się poprzez szczeliny i pęknięcia, wylewając się na powierzchnię lodowca. Charakteryzuje się wysokim zasoleniem oraz pomarańczowoczerwonym zabarwieniem spowodowanym dużą zawartością tlenków żelaza . Kiedy woda wypływa na powierzchnię, żelazo zaczyna się utleniać i zabarwia lód na kolor rdzy. 
Jest to woda morska, która została prawdopodobnie uwięziona po nasunięciu się lodowca. W pliocenie ok. 3–5 milionów lat temu trwał okres ocieplenia klimatu, podczas którego mogło dojść do wlania się wody morskiej, a podczas jej ustępowania do utworzenia na dnie doliny słonego jeziora Greater Lake Priscu. Po ekspansji Lodowca Taylora w okresie późnego pliocenu lub plejstocenu wody jeziora zostały uwięzione pod lodowcem. Jezioro znajduje się pod ok. 400 metrami lodu . 

## Mikrobiologia
W Blood Falls stwierdzono występowanie ekstremofilnych organizmów uznanych za kriofile – organizmów żyjących w niskich temperaturach, poniżej 15°C. Badania przeprowadzone przez amerykańską mikrobiolog Jill Mikucki wykazały obecność 17 rodzajów różnych mikroorganizmów . 

## Ochrona
Blood Falls i dolny Taylor Glacier to Szczególnie Chroniony Obszar Antarktyki (ang. Antarctic Specially Protected Area, ASPA) – ASPA 172 Lower Taylor Glacier and Blood Falls, McMurdo Dry Valleys, Victoria Land .  

## Historia
Pomarańczowoczerwony wypływ został odkryty przez brytyjskiego geografa Thomasa Griffitha Taylora (1880–1963) w 1911 roku, podczas badania Taylor Valley . W połowie lat 60. XX w. dalsze badania prowadził Robert F. Black z University of Wisconsin-Madison .